# Académie serbe des sciences et des arts
L’Académie serbe des sciences et des arts (en serbe : Srpska akademija nauka i umetnosti, en serbe en écriture cyrillique : Српска академија наука и уметности ; en abrégé : SANU / САНУ) est la plus importante institution académique de Serbie. Elle a été fondée le 1er novembre 1886 par le roi Milan Ier sous le nom d’Académie royale de Serbie. Elle est aujourd'hui située rue Knez Mihailova dans la municipalité de Stari grad (Belgrade). Le bâtiment actuel de l'Académie a été construit en 1924 et il est aujourd'hui inscrit sur la liste des monuments culturels protégés de la république de Serbie et sur la liste des biens culturels de la ville de Belgrade.

## Histoire

### Des origines à la Seconde Guerre mondiale

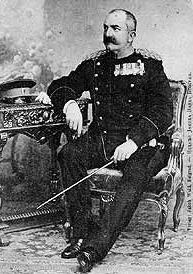
Le roi Milan Ier de Serbie, fondateur de l'Académie

Avant la création de l'académie, il existait en Serbie plusieurs sociétés savantes, dont la Société serbe des gens de Lettres (Društvo srpske slovesnosti ; en abrégé DSS) et la Société savante serbe (Srpsko učeno društvo ; en abrégé : SUD) qui apparaissent comme ses prédécesseurs directs.
La Société des gens de lettres, à la fois scientifique et littéraire, a été créée le 31 mai 1842 par Jovan Sterija Popović et Atanasije Nikolić ; à partir de 1844, elle s'est attelée à la rédaction d'un dictionnaire et de manuels scolaires. Elle a été dissoute le 27 janvier 1864 par un décret du prince Michel Obrenović à la suite de l'élection parmi ses membres de Giuseppe Garibaldi, Nikolaj Černiševski et Alexandre Herzen. La société a été reconstituée le 29 juillet 1864 sous le nom de Société savante serbe, avec comme but de « s’intéresser aux sciences et aux arts en tant qu’ils concernent au plus près les Serbes » ; son premier président fut Jovan Gavrilović. Le 13 mai 1866, la Société savante de Serbie a été suspendue à son tour en raison d'un conflit avec le ministre de l'Éducation de la principauté de Serbie.
L'actuelle académie a été créée sous le nom d'Académie royale de Serbie par une loi votée le 1er novembre 1886, proposée par le roi Milan Ier Obrenović ; la bibliothèque, les collections et le patrimoine de la Société savante serbe devaient être cédés à la nouvelle Académie royale serbe. Le différend qui en résulta fut provisoirement clos à la suite de la réouverture de la Société le 25 juin 1887. Le différend entre les deux sociétés fut résolu par le ministre de l'Éducation, qui proposa la fusion des deux institutions, ce qui fut fait en 1892 : 8 membres du SUD furent élus membres réguliers de l'Académie royale et tous les autres en devinrent membres honoraires.
Selon la loi de 1886, le roi devenait le protecteur de l'Académie et devait désigner les premiers académiciens, qui, par la suite, devaient être choisis selon le principe de la cooptation. La séance inaugurale de l'Académie eut lieu le 22 février 1888 ; Josif Pančić, le président de la société, affaibli, envoya un courrier à ses collèges dans lequel il leur rappelait un certain nombre de principes : « (...) seules la vérité et la stricte objectivité scientifique doivent présider aux travaux de notre Académie, laquelle ne doit jamais céder aux diverses croyances ou aux nouvelles tendances dictées par l’époque ou par les conditions sociales (...) » ; il ajoutait : « Les écrits de l’Académie doivent préserver la pureté de notre belle langue ».

#### Premiers académiciens
Les premiers académiciens, au nombre de 16, furent choisis par le roi Milan le 5 avril 1887. Ils étaient alors répartis en quatre sections. Ces académiciens étaient les suivants :
| Académie des sciences naturelles - Josif Pančić - Dimitrije Nešić - Jovan Žujović - Ljubomir Klerić Académie de philosophie - Stojan Novaković - Milan Kujundžić - Svetislav Vulović - Svetomir Nikolajević | Académie des sciences sociales - Čedomilj Mijatović - Milan Đ. Milićević - Ljubomir Kovačević - Panta Srećković Académie des arts - Ljubomir Nenadović - Matija Ban - Mihailo Valtrović - Davorin Jenko |

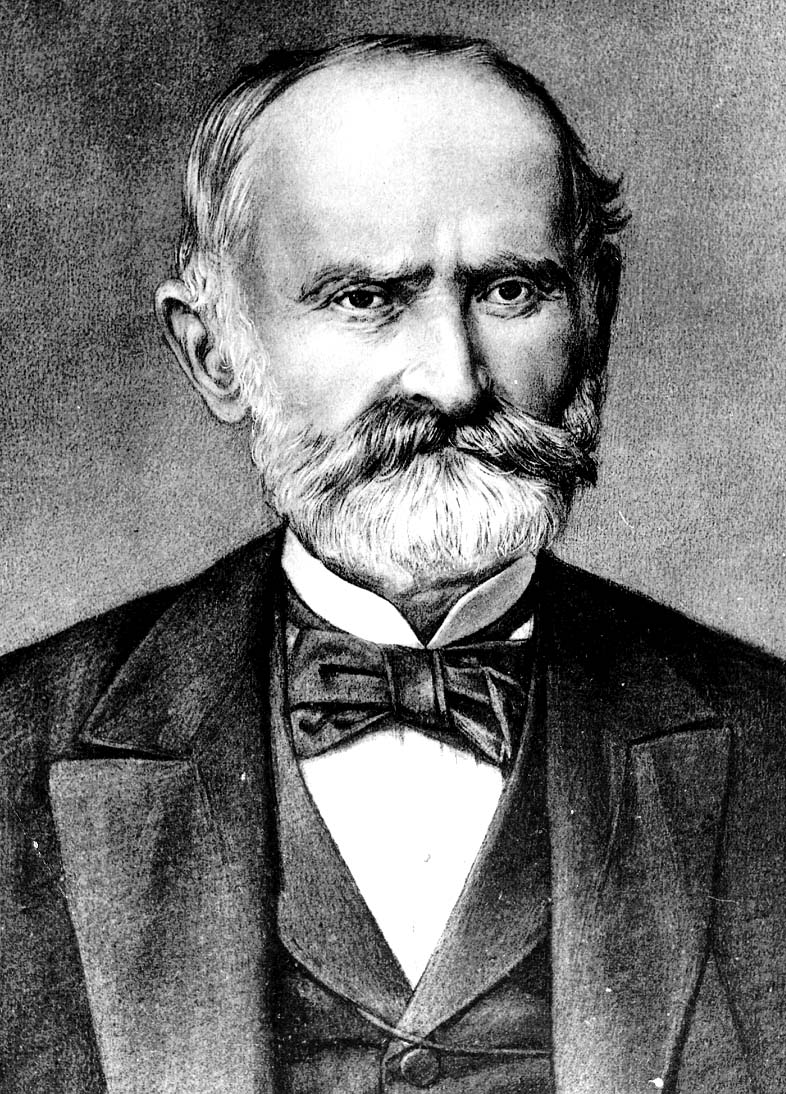
Josif Pančić, le premier président de l'Académie

Le président de l'académie fut le botaniste Josif Pančić et son premier secrétaire Jovan Žujović.

### Après la Seconde Guerre mondiale
Le 30 juin 1947, à la suite de l'installation du régime communiste dans l'ex-royaume de Yougoslavie, l'Académie royale devint l'Académie serbe des sciences (Srpska akademija nauka) ; parallèlement, la loi modifia la structure de l'institution, les départements passant de quatre à six : sciences naturelles et mathématiques, sciences mécaniques, sciences médicales, langue et littérature, sciences sociales, musique et arts plastiques. Elle a reçu son nom et sa structure actuels en 1998.

## Architecture

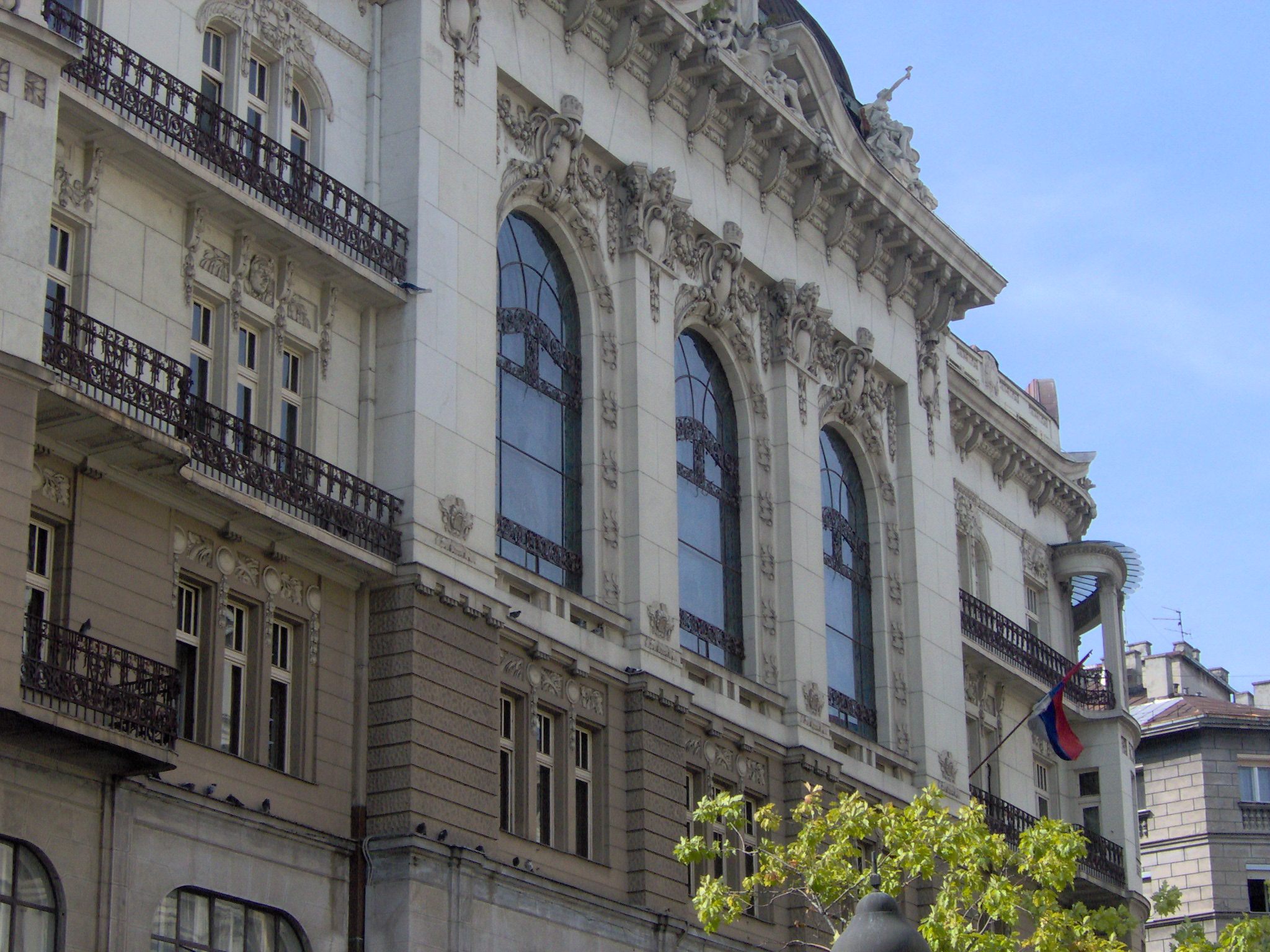
Détail de la façade

Le bâtiment qui abrite l'Académie serbe des sciences et des arts a été achevé en 1924, d'après des plans conçus en 1912 par les architectes Andra Stevanović et Dragutin Đorđević. Exemple d'architecture monumentale du début du XXe siècle, il se caractérise par son style éclectique qui mêle l'académisme néoclassique, le néobaroque et l'art nouveau,.
L'entrée principale est située dans rue Knez Mihailova, mais l'ensemble se présente comme un édifice complexe s'étendant sur trois rues et sur quatre niveaux. La façade de la rue principale est notamment constituée d'une partie centrale surmontée d'un dôme ; elle est ornée de motifs caractéristiques de l'Art nouveau, notamment de riches motifs floraux,.

## Structure et activités

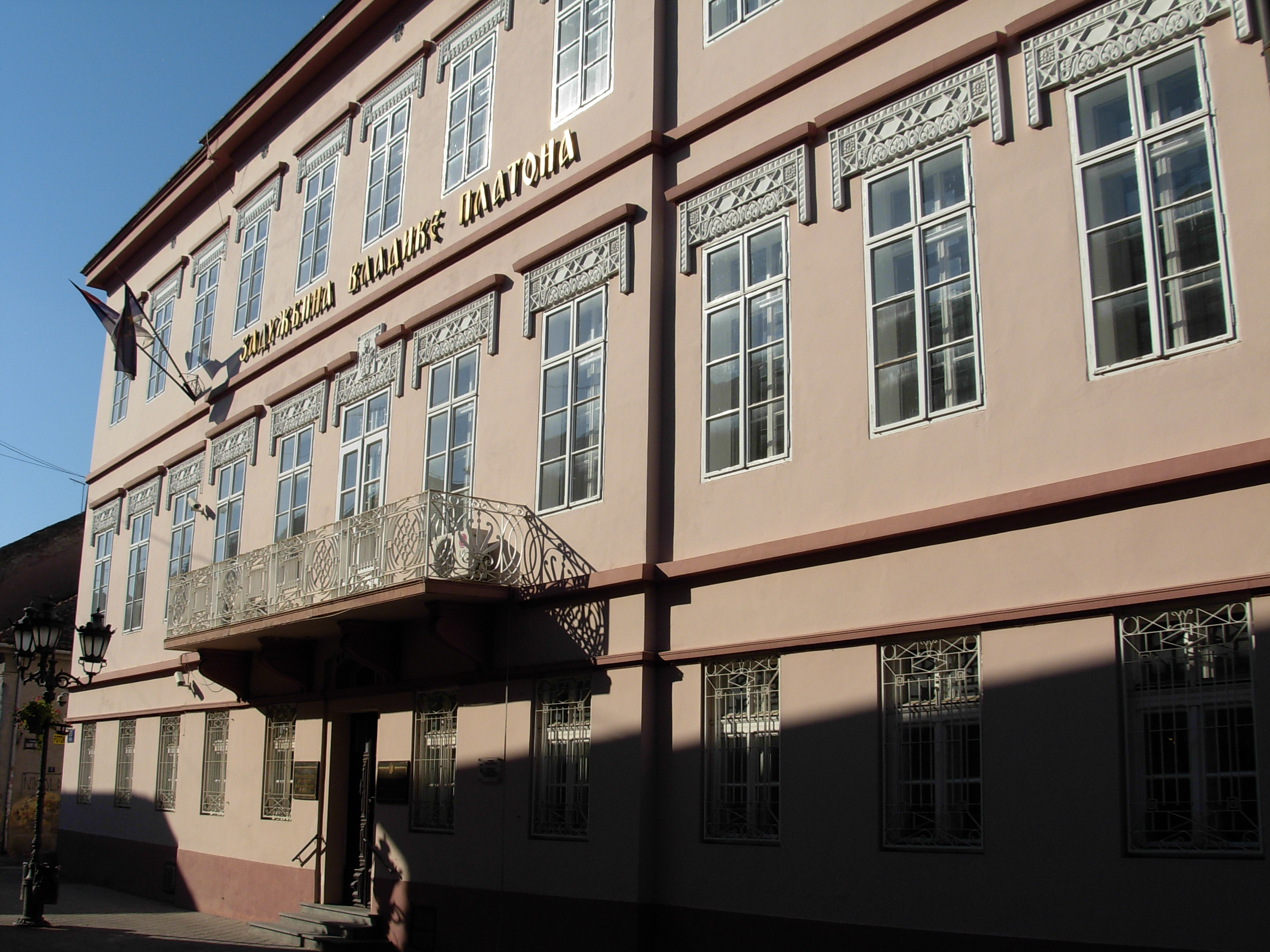
La branche de l’Académie serbe des sciences et des arts de Novi Sad.

L'Académie des sciences et des arts de Voïvodine, créée en 1979, a rejoint l'Académie serbe des sciences et des arts en 1992, devenant ainsi la branche de l’Académie serbe des sciences et des arts de Novi Sad,. De l'Académie dépendent également deux centres pour la recherche scientifique, l'un à Kragujevac, l'autre à Niš, installés respectivement au sen de l'université de Kragujevac et de l'université de Niš.
Aujourd'hui l'Académie proprement dite est divisée en huit départements : département de mathématique, physique et géosciences, département de chimie et biologie, département de sciences mécaniques, département de sciences médicales, département de langue et littérature, département de sciences sociales, département d’histoire et département de musique et arts plastiques.
Plusieurs instituts sont gérés par l'Académie : l'Institut d’études balkaniques, dont l'origine remonte à 1934, l'Institut d'études byzantines, créé en 1948, l'Institut de géographie, l'Institut d’ethnographie, l'Institut pour la langue serbe, l'Institut des sciences mécaniques, créé en 1947, l'Institut de mathématiques, fondé en 1946, et l'Institut de musicologie.

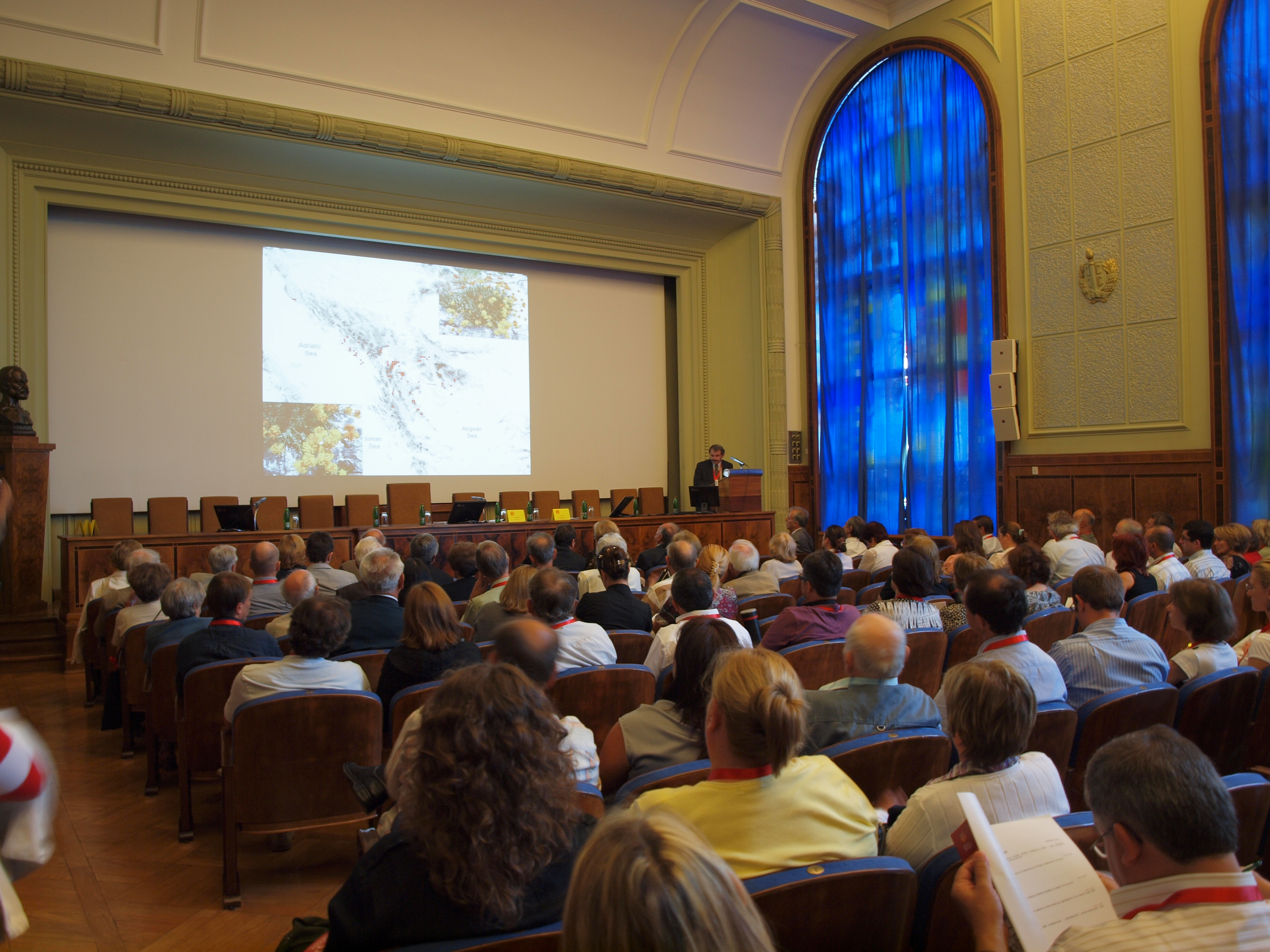
Congrès dans le grand hall de l'Académie, 2009

De nombreuses fondations dépendent également de l'Académie. La fondation Sekula Zečević a été créée en 1977 pour favoriser le développement économique et culturel en Serbie ; la fondation Đorđe Zečević, créée en 1989, s'est donné comme but la promotion et la défense de l'alphabet cyrillique ; la fondation Nikola Trajković, créée en 1986, veut soutenir et récompenser les jeunes écrivains et traducteurs ; la fondation Velibor et Zora Popović s'est donné comme mission de favoriser la collecte, la restauration et la conservation de documents historiques liés au peuple serbe. Parmi les autres fondations, on peut citer la fondation Branislava Brana Belić, qui favorise la publication de catalogues liés au Beaux-arts, la fondation Ðorđe Lazarević, créée en 1995, qui a comme but de financer certains travaux de l'Académie, la fondation Ivan Tabaković, créée en 1988, qui se propose de soutenir les arts plastiques et les arts appliqués, la fondation Dragoslav Srejović, créée en 1996 pour soutenir les grands projets scientifiques et artistiques de l'Académie, ou encore la fondation Branko Ćopić, créée en 1989 pour récompenser des auteurs écrivant en serbe.
La galerie de l'Académie serbe des sciences et des arts (Galerija Srpske akademije nauka i umetnosti) organise des expositions artistiques et scientifiques, ainsi que des concerts. L'Académie dispose également d'un service d'archives dont l'origine remonte à 1841 et doté d'une salle de lecture, avec une antenne à Sremski Karlovci. Elle abrite aussi une importante bibliothèque, dont l'origine remonte également à 1841 et qui est partiellement ouverte au public depuis 1952 ; on y trouve un ensemble de 1 200 000 ouvrages, dont environ 550 000 monographies et 650 000 périodiques, dont 70 % sont en langues étrangères.
L'Académie édite également des livres, principalement des ouvrages scientifiques et littéraires.

## Administration
Sur le plan administratif, l'organe principale de l'Académie serbe des sciences et des arts est l'assemblée, réunissant tous ses membres et qui se tient au moins une fois par an ; elle constitue la partie législative de l'Académie : elle vote par exemple le budget de l'institution et procède à l'élection des nouveaux membres. La partie exécutive de l'Académie est représentée notamment par le président, élu par l'assemblée.
Chaque département est doté d'un secrétaire.

### Présidents de l'académie
Depuis sa création, l'Académie serbe des sciences et arts a été présidée par les personnalités suivantes :

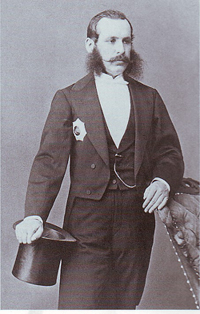
Jovan Ristić

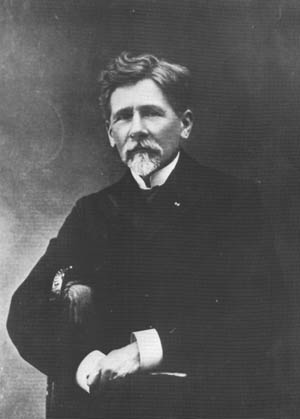
Sima Lozanić

- 1887-1888 : Josif Pančić
- 1888-1889 : Čedomilj Mijatović
- 1892-1895 : Dimitrije Nešić
- 1896-1899 Milan Đ. Milićević
- 1899 : Jovan Ristić
- 1899-1900 : Sima Lozanić
- 1900-1903 : Jovan Mišković
- 1903-1906 : Sima Lozanić
- 1906-1915 : Stojan Novaković
- 1915-1921 : Jovan Žujović
- 1921-1927 : Jovan Cvijić
- 1928-1931 : Slobodan Jovanović
- 1931-1937 : Bogdan Gavrilović
- 1937-1960 : Aleksandar Belić
- 1960-1965 : Ilija Đuričić
- 1965-1971 : Velibor Gligorić
- 1971-1981 : Pavle Savić
- 1981-1994 : Dušan Kanazir
- 1994-1998: Aleksandar Despić
- 1999-2003 : Dejan Medaković
- 2003-2015 : Nikola Hajdin
- 2015-en fonction : Vladimir Kostić

## Membres actuels (27 novembre 2020)

### Département de mathématiques, physique et sciences de la terre
- Dragoš Cvetković (né en 1941), physique, électricité
- Milan Damnjanović (né en 1953), physique quantique, physique classique, nanophysique
- Fedor Herbut (né en 1932), physique quantique
- Aleksandar Ivić (né en 1949), théorie analytique des nombres
- Vidojko Jović (né en 1956), géologie, géochimie
- Zoran Knežević (né en 1949), astronomie (secrétaire général de l'Académie serbe des sciences et des arts)
- Nikola Konjević (né en 1940), physique
- Vojislav Marić (né en 1930), analyse mathématique
- Milosav Marjanović (né en 1931), mathématiques
- Miodrag Mateljević (né en 1949), mathématiques (analyse complexe, analyse harmonique, théorie de Grothendieck-Teichmüller)
- Fedor Mesinger (né en 1933), météorologie
- Gradimir Milovanović (né en 1948), mathématiques (analyse numérique et théorie de l'approximation), secrétaire du département
- Stevan Pilipović (né en 1950), mathématiques, président de la section de Novi Sad de l'Académie serbe des sciences et des arts
- Zoran Radović (né en 1946), physique
- Miljko Satarić (né en 1948), physique et biophysique des cellules vivantes
- Đorde Šijački (né en 1947), physique (physique théorique, physique mathématique, physique des particules)
- Milan Sudar (né en 1946), géologie, micropaléontologie
- Stevo Todorčević (né en 1955), mathématiques (théorie des ensembles, topologie, combinatoire)

#### Membres correspondants
- Vladica Cvetković (né en 1964), géologie (pétrologie, géochimie, biodynamique)
- Branislav Jelenković (1950), physique (physique quantique et optique non linéaire)
- Slobodan Marković (né en 1970), géographie
- Vladimir Rakočević (né en 1953), mathématiques (analyse fonctionnelle)
- Željko Šljivančanin (né en 1967), physique

#### Membre non résident
- Nemanja Kaloper (né en 1963), cosmologie

#### Membres étrangers

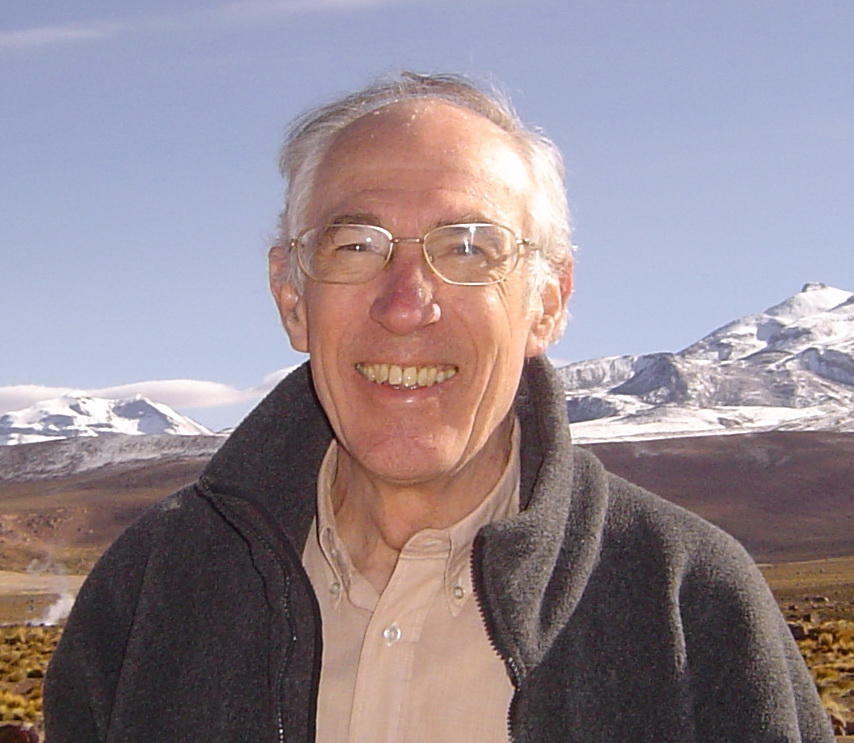
André Berger

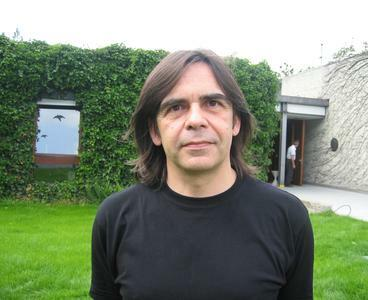
Endre Süli

- André Berger (né en 1942), climatologie, paléoclimatologie (Louvain)
- Ivan Božović (né en 1947), physique
- László Forró (né en 1955), physique (Lausanne)
- Pierre Léna (né en 1937), astrophysique
- Sergueï Novikov (né en 1938), mathématiques (Académie russe des Sciences)
- Zoran Obradović (né en 1961), bio-informatique
- Iouri Oganessian (né en 1933), physique nucléaire (Académie russe des Sciences)
- György Pаntó (né en 1936), géochimie (Hongrie)
- Celâl Şengör (né en 1955), tectonique
- Endre Süli (né en 1956), mathématiques, analyse numérique
- Dietrich Hugo Welte (né en 1935), géochimie, géologie du pétrole (Aix-la-Chapelle)
- Anton Zeilinger (né en 1945), physique, téléportation quantique (Vienne, Autriche)

### Département de chimie et de biologie
- Dušan Čamprag (né en 1925), entomologie agricole, protection de l'environnement
- Živorad Čeković (né en 1934), chimie organique
- Miroslav Gašić (né en 1932), chimie organique
- Ivan Gutman (né en 1947), chimie (chimie organique, chimie physique, méthodologie et histoire de la biologie)
- Dragoslav Marinković (né en 1934), génétique
- Slavko Mentus (né en 1946), chimie physique, électrochimie
- Slobodan Milosavljević (né en 1941), chimie
- Miljenko Perić (né en 1949), chimie physique, chimie quantique
- Radmila Petanović (née en 1950), biologie
- Radomir Saičić (né en 1961), chimie organique, synthèse organique
- Dragan Škorić (né en 1937), ingénierie agricole et génétique
- Bogdan Šolaja (né en 1951), chimie organique
- Milena Stevanović (née en 1959), biologie
- Vladimir Stevanović (né en 1947), biologie, écologie, secrétaire du département

#### Membres correspondants
- Radoslav Adžić (né en 1942), électrochimie
- Tanja Ćirković Veličković
- Miloš Đuran (né en 1952), chimie
- Velimir Popsavin (né en 1951), chimie

#### Membres non résidents
- Radomir Crkvenjakov (né en 1946), biologie moléculaire
- Nenad Kostić (né en 1952), chimie et biochimie
- Slobodan Macura (né en 1948)
- Stanko Stojilković (né en 1950), neurosciences, neuroendocrinologie, signalisation cellulaire
- Dražen Zimonjić (né en 1950), cytogénétique

#### Membres étrangers

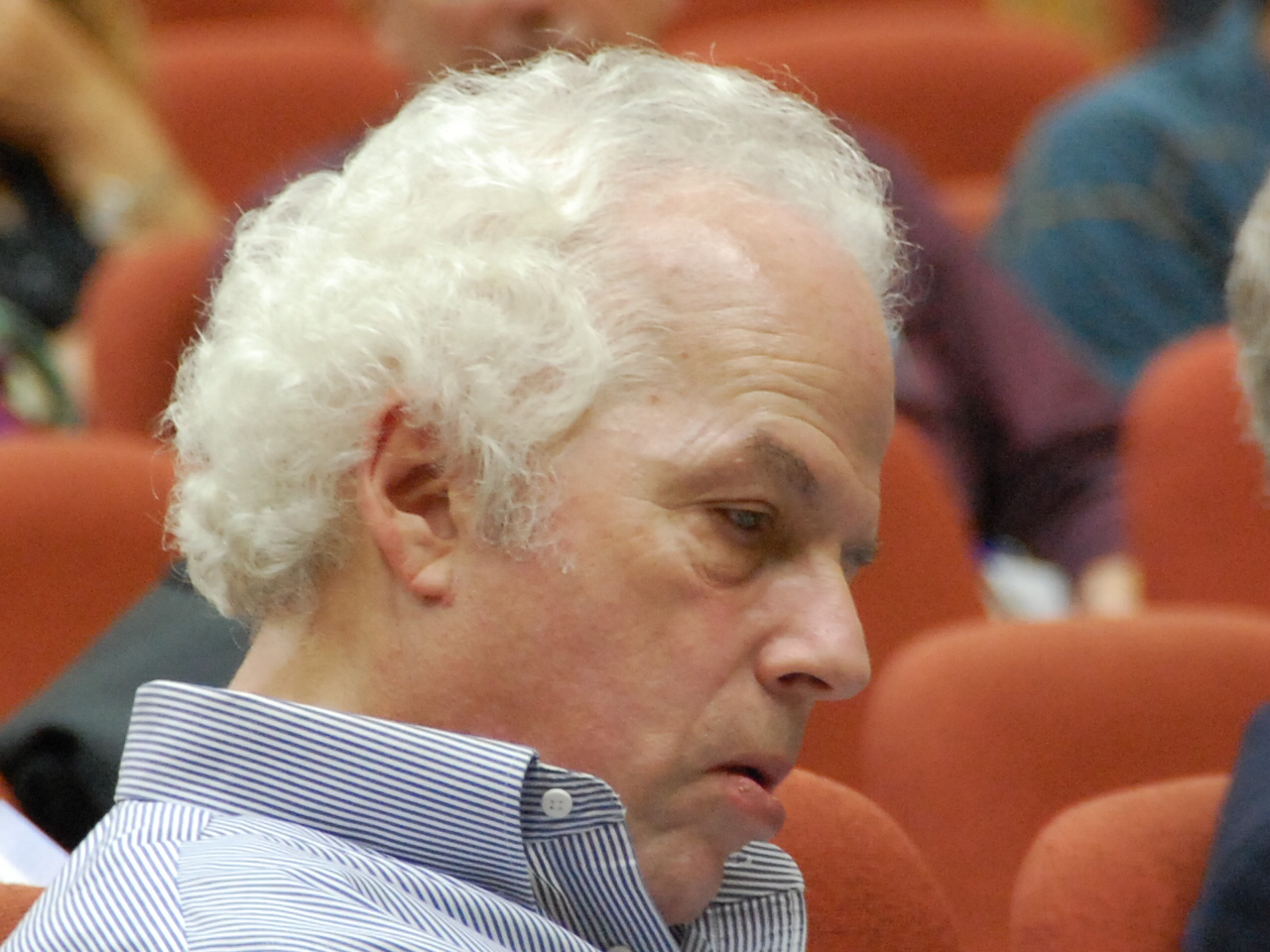
Stanley Prusiner

- Wyatt Anderson (né en 1939), génétique
- Francisco Ayala (né en 1934), biologie moléculaire, génétique (Université de Californie)
- Frank E. Karasz (né en 1933), chimie physique
- Velibor Krsmanović (né en 1932), biochimie, biologie moléculaire
- Gordana Novaković (née en 1948), ingénierie
- Zoran Petrović (né en 1941), chimie physique
- Stanley Prusiner (né en 1942), neurologie, biochimie (Prix Nobel de Médecine en 1997)
- Chintamani Rao (né en 1934), chimie
- Milan Stojanović (né en 1966), chimie
- Miha Tišler (né en 1926), chimie organique

### Département des sciences techniques
- Teodor Atanacković (né en 1945), mécanique des milieux continus, mémoire de forme, secrétaire de la Section de Novi Sad de l'Académie serbe des sciences et des arts
- Antonije Đorđević (né en 1952), génie électrotechnique
- Vladan Đorđević (né en 1938), mécanique des milieux continus, mécanique des fluides
- Zoran Đurić (né en 1941), électronique, microélectronique, opto-électronique
- Miloš Kojić (né en 1941), numérique
- Zoran Petrović (né en 1954), physique appliquée, physique des plasmas, secrétaire du département
- Dejan Popović (né en 1950), génie biomédical, robotique
- Zoran Popović (né en 1952), physique et technologie des matériaux, vice-président de l'Académie pour les sciences de la nature
- Ninoslav Stojadinović (né en 1950), microélectronique, nanoélectronique, président de la Section de Niš de l'Académie serbe des sciences et des arts
- Dušan Teodorović (né en 1951), ingénierie des transports

#### Membres correspondants
- Velimir Radmilović (né en 1948), métallurgie
- Vlada Veljković (né en 1953), génie chimique et biochimique, biocarburants
- Slobodan Vukosavić (né en 1962), électrotechnique

#### Membres étrangers
- Felix Leonidovich Chernoushko (né en 1938), mécanique, mathématiques appliquées, théorie du contrôle (Académie des sciences de Russie)
- Miloš Ercegovac (né en 1942), génie électrotechnique
- Mauro Ferrari (né en 1959), nanotechnologie
- Anthony Kounadis (né en 1937), génie civil
- Valery Kozlov (né en 1950), génie mécanique (Académie des sciences de Russie)
- Miroslav Krstić (né en 1964), théorie du contrôle
- Toshiaki Makabe (né en 1947), génie électrotechnique
- Ingo Müller (né en 1936), thermodynamique et théorie des matériaux
- Čedomir Petrović (né en 1971), physique du solide
- Zoja Popović (née en 1962), génie électrique
- Zoran Popović (né en 1941), physique appliquée, semi-conducteurs, électroluminescence organique
- Dragoslav Šiljak (naissance en 1933), génie électrique et informatique
- Vukan Vučić (né en 1935), ingénierie des transports

### Département de sciences médicales
- Vladimir Bumbaširević (né en 1951), cytologie, histologie, embryologie
- Miodrag Čolić (né en 1953), immunologie
- Radoje Čolović (né en 1944), chirurgie
- Jovan Hadži-Đokić (né en 1944), urologie, néphrologie
- Vladimir Kanjuh (né en 1929), pathologie
- Vladimir Kostić (né en 1953), neurologie, président de l'Académie serbe des sciences et des arts
- Zoran Kovačević (né en 1935), biochimie médicale, bioénergétique cellulaire, métabolisme
- Zoran Krivokapić (né en 1955), médecine, chirurgie générale
- Nebojša Lalić (né en 1958), endocrinologie, diabétologie
- Dušica Lečić-Toševski (né en 1952), psychiatrie, psychothérapie
- Vojislav Leković (né en 1949), stomatologie, parodontologie, médecine buccale
- Dragan Micić (né en 1950), endocrinologie, secrétaire du département
- Milorad Mitković (né en 1950), chirurgie orthopédique et traumatologique, chirurgie expérimentale
- Miodrag Ostojić (né en 1946), cardiologie
- Predrag Peško (né en 1955), chirurgie
- Đorđe Radak (né en 1956), chirurgie vasculaire, angiologie
- Ninoslav Radovanović (né en 1940), chirurgie cardiaque
- Nebojša Radunović (né en 1954), gynécologie
- Ljubiša Rakić (né en 1931), neurologie
- Petar Seferović (né en 1951), cardiologie

#### Membres correspondants
- Bela Balint (né en 1952), hématologie
- Marko Bumbaširević (né en 1954), microchirurgie
- Tatjana Simić (née en 1964), biochimie médicale et clinique
- Goran Stanković (né en 1962), cardiologie

#### Membres non résidents
- Stojanka Aleksić (née en 1934), microbiologie, bactériologie et immunologie de l'appareil digestif
- Milan Stevanović (né en 1947), orthopédie, chirurgie, microchirurgie
- Dragan Švrakić (né en 1952), psychiatrie
- Gordana Vunjak-Novakovic (née en 1948) ingénieure biomédicale, professeure, chercheuse et inventrice serbo-américaine

#### Membres étrangers
- Yevgeniy Chazov (né en 1926), cardiologie (Académie russe de médecine)
- Antonio Colombo (né en 1950), cardiologie (Milan)
- Ronald Grossarth-Mаtiček (né en 1940), psychologie
- Roger Guillemin (né en 1924), physiologie (Université de Californie – prix Nobel de médecine et de physiologie en 1997)
- Tibor Kassai (né en 1930), parasitologie et immunologie vétérinaire (Budapest)
- Károly Lapis (né en 1926), pathologie (Budapest)
- Eugenio Picano (né en 1958), cardiologie (Pise)
- Momir Polenaković (né en 1939), néphrologie (Skopje)
- Paško Rakić (né en 1933), neurochirurgie (New Haven – USA)
- Vasilios Thanopoulos (né en 1942), pédiatre (Athènes)
- Gaetano Thiene (né en 1947), cardiologie (Padoue)
- Pavlos Toutouzas (né en 1935), cardiologie (Athènes)
- Mikhail Ugrumov (né en 1947), physiologie
- Felix Unger (né en 1946), chirurgie cardiaque (Salzbourg)
- Veljko Vlaisavljević (né en 1950), reproduction humaine
- Torsten Nils Wiesel (né en 1924), neurophysiologie (prix Nobel de médecine en 1981)
- Berislav Zloković (né en 1952), physiologie et pathologie

### Département de langue et littérature
- Matija Bećković (né en 1939), écrivain, poète
- Zlata Bojović (née en 1939), histoire de la littérature, secrétaire du département
- Milovan Danojlić (né en 1937), écrivain
- Jasmina Grković-Major (née en 1959), philologie, linguistique, slavistique
- Ivan Klajn (né en 1937), philologie
- Dušan Kovačević (né en 1948), écrivain, dramaturge, scénariste
- Aleksandar Loma (né en 1955), linguistique (étymologie)
- Dragoslav Mihailović (né en 1930), écrivain
- Nada Milošević-Đorđević (née en 1934), histoire de la littérature (littérature populaire serbe, folklore)
- Goran Petrović (né en 1961), écrivain
- Predrag Piper (né en 1950), linguistique (langues slaves), secrétaire du département
- Ljubomir Simović (né en 1935), écrivain, poète
- Milosav Tešić (né en 1947), littérature
- Miro Vuksanović (né en 1944), écrivain

#### Membres correspondants
- Jovan Delić (né en 1949), littérature serbe
- Slobodan Grubačić (né en 1942), germanistique
- Zoran Paunović (né en 1962)
- Ljubinko Radenković (né en 1951), philologie, folklore, ethnolinguistique

#### Membre non résident
- David Albahari (né en 1948), écrivain

#### Membres étrangers
- Ivan Čarota (né en 1952), slavistique
- Aksinia Džurova (née en 1942), slavistique, histoire de l'art, byzantinologie
- Peter Handke (né en 1942), écrivain
- Peer Jacobsen (né en 1935), philologie (langues slaves)
- Manfred Jänichen (né en 1933), langues slaves
- Rolf Dieter Kluge (né en 1937), philologie (langues slaves)
- Reinhard Lauer (né en 1935), histoire de la littérature (domaine slave)
- Gerhard Neweklowsky (né en 1941), langues slaves
- Gabriella Schubert (née en 1943), linguistique comparée, littérature comparée
- Eugen Simion (né en 1933), critique, histoire de la littérature
- Svetlana Mihhailovna Tolstoï (né en 1938), philologie (langues slaves)
- Zuzanna Topolińska (né en 1931), linguistique (polonais)
- Vlada Urošević (né en 1934), écrivain

### Département de sciences sociales
- Danilo Basta (né en 1945), philosophie du droit et philosophie politique
- Kosta Čavoški (né en 1941), droit, philosophie du droit et philosophie politique, secrétaire du département
- Aleksandar Kostić (né en 1947), psychologie cognitive, psycholinguistique, linguistique computationnelle
- Časlav Ocić (né en 1945), macroéconomie
- Tibor Várady (né en 1939), droit international

#### Membre correspondant
- Alpar Lošonc (en hongrois : Alpár Losoncz), né en 1958, philosophie critique
- Pavle Petrović, né en 1947, économie

#### Membres étrangers
- Noam Chomsky (né en 1928), philosophie et linguistique
- Thomas Fleiner (né en 1938), droit
- Masayuki Iwata (né en 1938), économie
- Václav Klaus (né en 1941), économie
- Jürgen Habermas (né en 1929), philosophie
- Dusan Sidjanski (né en 1926), économie

### Département d’histoire
- Ljubodrag Dimić (né en 1956), histoire
- Jovanka Kalić (née en 1933), histoire générale et histoire médiévale serbe
- Desanka Kovačević-Kojić (née en 1925), histoire médiévale serbe
- Vasilije Krestić (né en 1932), histoire serbe contemporaine
- Ljubomir Maksimović (né en 1938), histoire de Byzance, vice-président de l'Académie pour les sciences humaines
- Momčilo Spremić (né en 1937), histoire médiévale
- Gojko Subotić (né en 1931), histoire de l’art médiéval
- Mihailo Vojvodić (né en 1938), histoire, secrétaire du département
- Mirjana Živojinović (né en 1938), histoire de Byzance

#### Membres correspondants
- Vujadin Ivanišević (né en 1958), numismatique et archéologie de Byzance et du Moyen Âge
- Miodrag Marković (né en 1962), histoire de l'art
- Mira Radojević (née en 1959), histoire politique et sociale de la Serbie et de la Yougoslavie dans la première moitié du XXe siècle
- Slavenko Terzić (né en 1949), histoire de la Serbie du XVIIIe siècle au XXe siècle
- Dragan Vojvodić (né en 1959), histoire de l'art médiéval byzantin et serbe

#### Membres non résidents
- Jelena Milojković-Đurić (née en 1931), études culturelles, anthropologie, musicologie

#### Membres étrangers
- Jean-Paul Bled (né en 1942), histoire de l'Allemagne et du monde germanique
- Elena Guskova (née en 1949), histoire de la Serbie
- Angélina Smirnova (née en 1932), histoire de l'art russe ancien
- Anatoly Arkadjevitch Tourilov (né en 1951), histoire
- Panagiotis Vokotopoulos (né en 1930), archéologie chrétienne, histoire de l'art

### Département des arts
- Svetomir Arsić-Basara (né en 1928), sculpture
- Dejan Despić (né en 1930), composition et théorie musicale
- Ivan Jevtić (né en 1947), composition
- Milan Lojanica (né en 1939), architecture et urbanisme, secrétaire du département
- Branislav Mitrović (né en 1948), architecture
- Dušan Otašević (né en 1940), peinture
- Milica Stevanović (née en 1933), peintre
- Todor Stevanović (né en 1937), peinture

#### Membres correspondants
- Svetislav Božić (né en 1954), composition, théorie musicale
- Sava Halugin (né en 1946), sculpteur
- Jelena Jovanović (née en 1964), ethnomusicologue
- Milan Marić (né en 1940), architecte
- Mica Todorović (née en 1900), peintre

#### Membres étrangers
- Arvo Pärt (né en 1935), composition
- Boris Podrecca (né en 1940), architecture, urbanisme